# League Cup 1991/92
Der League Cup 1991/92 war die 32. Austragung des seit 1960 existierenden englischen League Cup.
Der Wettbewerb startete am 20. August 1991 mit der Ersten Runde und endete am 12. April 1992 mit dem Finale in Wembley. Der Titel ging an den Vorjahresfinalisten Manchester United durch ein 1:0 im Finale über Nottingham Forest. Nach zwei Finalniederlagen (1983 und 1991) gewann United damit zum ersten Mal den Ligapokal.

## Erste Runde
|                     | Gesamt |                      | Hinspiel | Rückspiel |
| ------------------- | ------ | -------------------- | -------- | --------- |
| FC Barnet           |        | FC Brentford         | 5:5      | 1:3       |
| Blackburn Rovers    |        | Hull City            | 1:1      | 0:1       |
| Bolton Wanderers    |        | York City            | 2:2      | 2:1       |
| Cambridge United    |        | FC Reading           | 1:0      | 3:0       |
| Cardiff City        |        | AFC Bournemouth      | 3:2      | 1:4       |
| Charlton Athletic   |        | FC Fulham            | 4:2      | 1:1       |
| Chester City        |        | Lincoln City F.C.    | 1:0      | 3:4 n. V. |
| Crewe Alexandra     |        | Doncaster Rovers     | 5:2      | 4:2       |
| FC Darlington       |        | Huddersfield Town    | 1:0      | 0:4       |
| Exeter City         |        | Birmingham City      | 0:1      | 0:4       |
| Halifax Town        |        | Tranmere Rovers      | 3:4      | 3:4 n. V. |
| Hartlepool United   |        | FC Bury              | 1:0      | 0:2       |
| Leicester City      |        | Maidstone United     | 3:0      | 1:0       |
| Leyton Orient       |        | Northampton Town     | 5:0      | 0:2       |
| Mansfield Town      |        | FC Blackpool         | 0:3      | 2:4       |
| Peterborough United |        | Aldershot Town       | 3:1      | 2:1       |
| FC Portsmouth       |        | FC Gillingham        | 2:1      | 4:3       |
| Preston North End   |        | FC Scarborough       | 5:4      | 1:3 n. V. |
| AFC Rochdale        |        | Carlisle United      | 5:1      | 1:1       |
| Rotherham United    |        | Grimsby Town         | 1:3      | 0:1       |
| Shrewsbury Town     |        | Plymouth Argyle      | 1:1      | 2:2 n. V. |
| Stockport County    |        | Bradford City        | 1:1      | 1:3 n. V. |
| Stoke City          |        | FC Chesterfield      | 1:0      | 2:1       |
| Swansea City        |        | FC Walsall           | 2:2      | 1:0       |
| Swindon Town        |        | West Bromwich Albion | 2:0      | 2:2       |
| Torquay United      |        | Hereford United      | 2:0      | 1:2       |
| FC Watford          |        | Southend United      | 2:0      | 1:1       |
| Wigan Athletic      |        | FC Burnley           | 3:1      | 3:2       |
| FC Wrexham          |        | Scunthorpe United    | 1:0      | 0:3       |

## Zweite Runde
|                         | Gesamt |                        | Hinspiel | Rückspiel |
| ----------------------- | ------ | ---------------------- | -------- | --------- |
| FC Blackpool            |        | FC Barnsley            | 1:0      | 0:2 n. V. |
| Bradford City           |        | West Ham United        | 1:1      | 0:4       |
| FC Brentford            |        | Brighton & Hove Albion | 4:1      | 2:4 n. V. |
| Bristol Rovers          |        | Bristol City           | 1:3      | 4:2 n. V. |
| Charlton Athletic       |        | Norwich City           | 0:2      | 0:3       |
| FC Chelsea              |        | Tranmere Rovers        | 1:1      | 1:3       |
| Coventry City           |        | AFC Rochdale           | 4:0      | 0:1       |
| Crewe Alexandra         |        | Newcastle United       | 3:4      | 0:1       |
| Derby County            |        | Ipswich Town           | 0:0      | 2:0       |
| FC Everton              |        | FC Watford             | 1:0      | 2:1       |
| Grimsby Town            |        | Aston Villa            | 0:0      | 1:1 n. V. |
| Hartlepool United       |        | Crystal Palace         | 1:1      | 1:6       |
| Hull City               |        | Queens Park Rangers    | 0:3      | 1:5       |
| Leicester City          |        | FC Arsenal             | 1:1      | 0:2       |
| Leyton Orient           |        | Sheffield Wednesday    | 0:0      | 1:4       |
| FC Liverpool            |        | Stoke City             | 2:2      | 3:2       |
| Luton Town              |        | Birmingham City        | 2:2      | 2:3       |
| Manchester City         |        | Chester City           | 3:1      | 3:0       |
| Manchester United       |        | Cambridge United       | 3:0      | 1:1       |
| FC Middlesbrough        |        | AFC Bournemouth        | 1:1      | 2:1 n.V   |
| FC Millwall             |        | Swindon Town           | 2:2      | 1:3       |
| Nottingham Forest       |        | Bolton Wanderers       | 4:0      | 5:2       |
| Oldham Athletic         |        | Torquay United         | 7:1      | 2:0       |
| FC Portsmouth           |        | Oxford United          | 0:0      | 1:0       |
| FC Port Vale            |        | Notts County           | 2:1      | 2:3 n. V. |
| FC Scarborough          |        | FC Southampton         | 1:3      | 2:2       |
| Scunthorpe United       |        | Leeds United           | 0:0      | 0:3       |
| FC Sunderland           |        | Huddersfield Town      | 1:2      | 0:4       |
| Swansea City            |        | Tottenham Hotspur      | 1:0      | 1:5       |
| Wigan Athletic          |        | Sheffield United       | 2:2      | 0:1       |
| FC Wimbledon            |        | Peterborough United    | 1:2      | 2:2       |
| Wolverhampton Wanderers |        | Shrewsbury Town        | 6:1      | 1:3       |

## Dritte Runde
|                     | Ergebnis |                         |
| ------------------- | -------- | ----------------------- |
| Birmingham City     | 1:1      | Crystal Palace          |
| Coventry City       | 1:0      | FC Arsenal              |
| FC Everton          | 4:1      | Wolverhampton Wanderers |
| Grimsby Town        | 0:3      | Tottenham Hotspur       |
| Huddersfield Town   | 1:4      | Swindon Town            |
| Leeds United        | 3:1      | Tranmere Rovers         |
| FC Liverpool        | 2:2      | FC Port Vale            |
| Manchester City     | 0:0      | Queens Park Rangers     |
| Manchester United   | 3:1      | FC Portsmouth           |
| FC Middlesbrough    | 1:0      | FC Barnsley             |
| Norwich City        | 4:1      | FC Brentford            |
| Nottingham Forest   | 2:0      | Bristol Rovers          |
| Oldham Athletic     | 2:1      | Derby County            |
| Peterborough United | 1:0      | Newcastle United        |
| Sheffield United    | 0:2      | West Ham United         |
| Sheffield Wednesday | 1:1      | FC Southampton          |

### Wiederholungsspiele
|                     | Ergebnis  |                     |
| ------------------- | --------- | ------------------- |
| Crystal Palace      | 1:1 n. V. | Birmingham City     |
| FC Port Vale        | 1:4       | FC Liverpool        |
| Queens Park Rangers | 1:3       | Manchester City     |
| FC Southampton      | 1:0       | Sheffield Wednesday |

### 2. Wiederholungsspiel
|                | Ergebnis |                 |
| -------------- | -------- | --------------- |
| Crystal Palace | 2:1      | Birmingham City |

## Vierte Runde
|                     | Ergebnis |                   |
| ------------------- | -------- | ----------------- |
| Coventry City       | 1:2      | Tottenham Hotspur |
| FC Everton          | 1:4      | Leeds United      |
| Manchester United   | 2:0      | Oldham Athletic   |
| FC Middlesbrough    | 2:1      | Manchester City   |
| Norwich City        | 2:1      | West Ham United   |
| Nottingham Forest   | 0:0      | FC Southampton    |
| Peterborough United | 1:0      | FC Liverpool      |
| Swindon Town        | 0:1      | Crystal Palace    |

### Wiederholungsspiel
|                | Ergebnis |                   |
| -------------- | -------- | ----------------- |
| FC Southampton | 0:1      | Nottingham Forest |

## Fünfte Runde
|                     | Ergebnis |                   |
| ------------------- | -------- | ----------------- |
| Crystal Palace      | 1:1      | Nottingham Forest |
| Leeds United        | 1:3      | Manchester United |
| Peterborough United | 0:0      | FC Middlesbrough  |
| Tottenham Hotspur   | 2:1      | Norwich City      |

### Wiederholungsspiele
|                   | Ergebnis |                     |
| ----------------- | -------- | ------------------- |
| Nottingham Forest | 4:2      | Crystal Palace      |
| FC Middlesbrough  | 1:0      | Peterborough United |

## Halbfinale
|                   | Gesamt |                   | Hinspiel | Rückspiel |
| ----------------- | ------ | ----------------- | -------- | --------- |
| FC Middlesbrough  | 1:2    | Manchester United | 0:0      | 1:2 n. V. |
| Nottingham Forest | 3:2    | Tottenham Hotspur | 1:1      | 2:1 n. V. |

## Finale
| Manchester United                  | Manchester United | Nottingham Forest | Nottingham Forest |
| ---------------------------------- | --- | --- | ----------------- |
| Manchester United                  | \| 12. April 1992 in London (Wembley) \| \| Ergebnis: 1:0 (1:0) \| \| Zuschauer: 76.810 \| \| Schiedsrichter: George Courtney \|                                                                                            | \| 12. April 1992 in London (Wembley) \| \| Ergebnis: 1:0 (1:0) \| \| Zuschauer: 76.810 \| \| Schiedsrichter: George Courtney \|                                                                            | Nottingham Forest |
| Manchester United                  | Peter Schmeichel – Paul Parker, Gary Pallister, Steve Bruce , Denis Irwin – Andrei Kantschelskis (75. Lee Sharpe), Mike Phelan, Paul Ince, Ryan Giggs – Brian McClair, Mark Hughes Cheftrainer: Alex Ferguson ( Schottland) | Andy Marriott – Gary Charles (45. Brian Laws), Brett Williams, Des Walker, Darren Wassall – Roy Keane, Gary Crosby, Scot Gemmill, Kingsley Black – Nigel Clough, Teddy Sheringham Cheftrainer: Brian Clough | Nottingham Forest |
| Manchester United                  | 1:0 Brian McClair (14.) | | Nottingham Forest |
| Manchester United                  | Spieler des Spiels: Brian McClair | | Nottingham Forest |
| 12. April 1992 in London (Wembley) | | |                   |
| Ergebnis: 1:0 (1:0)                | | |                   |
| Zuschauer: 76.810                  | | |                   |
| Schiedsrichter: George Courtney    | | |                   |